# Lepanthes antilocapra
Lepanthes antilocapra är en orkidéart som beskrevs av Carlyle August Luer och Robert Louis Dressler. Lepanthes antilocapra ingår i släktet Lepanthes och familjen orkidéer.
Artens utbredningsområde är Panamá. Inga underarter finns listade i Catalogue of Life.